# Волоколамский муниципальный округ
Волокола́мский муниципальный округ — муниципальное образование на северо-западе центральной части Московской области России. С 2019 до 2024 гг. имело статус городского о́круга.
Административный центр — город Волоколамск.
В рамках административно-территориального устройства, округу соответствует город областного подчинения Волоколамск с административной территорией.

## География
Округ расположен на западе Московской области. 
Граничит с городским округом Клин на северо-востоке, а также муниципальными округами: на востоке — с Истра и Рузский, на юге — Можайский, на западе — Шаховская, на северо-западе — с Лотошино. 
Площадь составляет 1683,51  км² (168 351 га).
Климат — умеренно континентальный. Входит в зону достаточного увлажнения. Преобладают юго-западные ветры. По составу растительности относится к подзоне смешанных лесов, которые занимают до 40 % всей его площади.
Основные реки — Руза, Лама.
На территории округа 10 действующих особо охраняемых природных территорий, среди которых 9 регионального значения и 1 федерального значения:
- Верховья реки Большой Сестры — государственный природный заказник
- Завидово — национальный парк
- Коренной ельник и болото «Омшаник» — государственный природный заказник
- Кузьминский комплексный заказник — государственный природный заказник
- Леса Теряевского лесничества — памятник природы
- Парк в с. Ярополец — памятник природы
- Сложный ельник со сфагновым болотом — памятник природы
- Теряевские пруды — государственный природный заказник
- Типичные сосняки и сфагновое болото Теряевского лесничества — государственный природный заказник
- Хвойные леса со сфагновыми болотами и клюквой — памятник природы

## История
Волоколамский городской округ образован 24 мая 2019 года путём объединения всех городских и сельских поселений бывшего Волоколамского муниципального района.
23 июля 2019 года  был упразднён Волоколамский район как административно-территориальная единица области, а вместо него образована новая административно-территориальная единица — город областного подчинения Волоколамск с административной территорией.
Законом Московской области от 28 ноября 2024 года, городской округ наделён статусом муниципального округа с 1 января 2025 года.
Законом Московской области от 28 ноября 2024 года, городской округ к 1 января 2025 года преобразован в Волоколамский муниципальный округ.

## Население
1. Н/Д[14]
2. Н/Д[15]

Урбанизация
Городское население (город Волоколамск и пгт Сычёво) составляет  Ошибка выражения: неопознанный символ пунктуации «#» % от всего населения округа (2024 год).

## Населённые пункты
В Волоколамский муниципальный округ входят 269 населённых пунктов, в том числе два городских населённых пункта (город и пгт), а также 267 сельских населённых пунктов.
| №   | Населённый пункт       | Тип                     | Население | Бывшее муниципальное образование |
| --- | ---------------------- | ----------------------- | --------- | -------------------------------- |
| 1   | Авдотьино              | деревня                 | ↗9        | сельское поселение Кашинское     |
| 2   | Аксёново               | село                    | ↘23       | сельское поселение Чисменское    |
| 3   | Аксёново               | деревня                 | ↗31       | сельское поселение Ярополецкое   |
| 4   | Акулово                | деревня                 | ↗12       | сельское поселение Спасское      |
| 5   | Александровское        | деревня                 | →1        | сельское поселение Ярополецкое   |
| 6   | Алферьево              | деревня                 | ↗26       | сельское поселение Кашинское     |
| 7   | Амельфино              | деревня                 | ↗5        | сельское поселение Чисменское    |
| 8   | Ананьино               | деревня                 | →9        | сельское поселение Ярополецкое   |
| 9   | Анино                  | деревня                 | ↘98       | сельское поселение Чисменское    |
| 10  | Аннино                 | деревня                 | →1        | сельское поселение Чисменское    |
| 11  | Астафьево              | деревня                 | ↘4        | сельское поселение Теряевское    |
| 12  | Афанасово              | деревня                 | ↗74       | сельское поселение Ярополецкое   |
| 13  | Бабошино               | деревня                 | →1        | сельское поселение Осташёвское   |
| 14  | Балобаново             | деревня                 | ↗4        | сельское поселение Теряевское    |
| 15  | Батурово               | деревня                 | ↗3        | сельское поселение Теряевское    |
| 16  | Березниково            | деревня                 | ↘0        | сельское поселение Теряевское    |
| 17  | Беркино                | деревня                 | →10       | сельское поселение Ярополецкое   |
| 18  | Благовещенское         | посёлок станции         | ↗13       | сельское поселение Ярополецкое   |
| 19  | Богданово              | деревня                 | ↗34       | сельское поселение Чисменское    |
| 20  | Болычево               | село                    | ↘665      | сельское поселение Осташёвское   |
| 21  | Большое Никольское     | деревня                 | ↗60       | сельское поселение Чисменское    |
| 22  | Большое Петровское     | деревня                 | ↘0        | сельское поселение Теряевское    |
| 23  | Большое Стромилово     | деревня                 | ↘26       | сельское поселение Теряевское    |
| 24  | Большое Сырково        | деревня                 | →30       | сельское поселение Ярополецкое   |
| 25  | Борисково              | деревня                 | ↗1        | сельское поселение Теряевское    |
| 26  | Бортники               | деревня                 | ↘4        | сельское поселение Кашинское     |
| 27  | Ботово                 | деревня                 | ↘749      | сельское поселение Кашинское     |
| 28  | Бражниково             | деревня                 | ↘31       | сельское поселение Осташёвское   |
| 29  | Буйгород               | деревня                 | ↘11       | сельское поселение Кашинское     |
| 30  | Бутаково               | деревня                 | →8        | сельское поселение Спасское      |
| 31  | Быково                 | деревня                 | ↗425      | сельское поселение Кашинское     |
| 32  | Валуйки                | деревня                 | ↗16       | сельское поселение Теряевское    |
| 33  | Васильевское           | деревня                 | ↘0        | сельское поселение Чисменское    |
| 34  | Васильевское           | село                    | ↗19       | сельское поселение Ярополецкое   |
| 35  | Вашурино               | деревня                 | ↗1        | сельское поселение Спасское      |
| 36  | Веригино               | деревня                 | ↗2        | сельское поселение Кашинское     |
| 37  | Вишенки                | деревня                 | →0        | сельское поселение Спасское      |
| 38  | Владычино              | деревня                 | ↗169      | сельское поселение Кашинское     |
| 39  | Власьево               | деревня                 | →1        | сельское поселение Спасское      |
| 40  | Внуково                | деревня                 | ↘5        | сельское поселение Спасское      |
| 41  | Волоколамск            | город                   | ↘25 729   | городское поселение Волоколамск  |
| 42  | Воротово               | деревня                 | →0        | сельское поселение Теряевское    |
| 43  | Ворсино                | деревня                 | ↘0        | сельское поселение Чисменское    |
| 44  | Высоково               | село                    | ↗1        | городское поселение Сычёво       |
| 45  | Высоково               | деревня                 | ↗9        | сельское поселение Теряевское    |
| 46  | Высочково              | деревня                 | ↗8        | сельское поселение Теряевское    |
| 47  | Гарутино               | деревня                 | ↘21       | сельское поселение Ярополецкое   |
| 48  | Глазачёво              | деревня                 | ↗166      | сельское поселение Кашинское     |
| 49  | Глазово                | деревня                 | ↗6        | сельское поселение Осташёвское   |
| 50  | Голопёрово             | деревня                 | →0        | сельское поселение Ярополецкое   |
| 51  | Голубцово              | деревня                 | ↗7        | сельское поселение Кашинское     |
| 52  | Горбуново              | деревня                 | →31       | сельское поселение Спасское      |
| 53  | Горки                  | село                    | ↗59       | городское поселение Волоколамск  |
| 54  | Горки                  | деревня                 | ↗22       | сельское поселение Чисменское    |
| 55  | Гряды                  | деревня                 | ↘620      | сельское поселение Чисменское    |
| 56  | Гусево                 | деревня                 | →2        | сельское поселение Ярополецкое   |
| 57  | Гусенево               | деревня                 | ↗140      | сельское поселение Чисменское    |
| 58  | Давыдово               | деревня                 | →2        | сельское поселение Кашинское     |
| 59  | Данилково              | деревня                 | ↘0        | городское поселение Сычёво       |
| 60  | Дерменцево             | деревня                 | ↗12       | сельское поселение Осташёвское   |
| 61  | Дроздова               | хутор                   | ↗9        | сельское поселение Спасское      |
| 62  | Дубосеково             | деревня                 | ↘2        | сельское поселение Спасское      |
| 63  | Дубосеково             | посёлок станции         | ↗140      | сельское поселение Чисменское    |
| 64  | Дьяково                | деревня                 | ↘13       | сельское поселение Осташёвское   |
| 65  | Еднево                 | деревня                 | ↘7        | сельское поселение Чисменское    |
| 66  | Еремеево               | деревня                 | →0        | сельское поселение Теряевское    |
| 67  | Ефимьево               | деревня                 | ↘277      | сельское поселение Теряевское    |
| 68  | Жданово                | деревня                 | ↗83       | городское поселение Волоколамск  |
| 69  | Житино                 | деревня                 | ↘0        | сельское поселение Теряевское    |
| 70  | Жуковка                | деревня                 | ↘0        | сельское поселение Осташёвское   |
| 71  | Жулино                 | деревня                 | ↘4        | сельское поселение Осташёвское   |
| 72  | Занино                 | деревня                 | →0        | сельское поселение Теряевское    |
| 73  | Захарьино              | деревня                 | →2        | сельское поселение Ярополецкое   |
| 74  | Зобово                 | деревня                 | ↘28       | сельское поселение Спасское      |
| 75  | Золево                 | деревня                 | ↘48       | сельское поселение Чисменское    |
| 76  | Зубово                 | деревня                 | ↗152      | сельское поселение Ярополецкое   |
| 77  | Ивановское             | деревня                 | ↗12       | сельское поселение Спасское      |
| 78  | Ивановское             | село                    | ↘529      | городское поселение Волоколамск  |
| 79  | Иванцево               | деревня                 | ↘28       | сельское поселение Чисменское    |
| 80  | Иваньково              | деревня                 | ↘1        | сельское поселение Осташёвское   |
| 81  | Игнатково              | деревня                 | ↘4        | сельское поселение Осташёвское   |
| 82  | Иевлево                | деревня                 | ↘11       | сельское поселение Спасское      |
| 83  | Ильино                 | деревня                 | ↘8        | сельское поселение Осташёвское   |
| 84  | Ильинское              | деревня                 | ↗100      | сельское поселение Теряевское    |
| 85  | Ильинское              | село                    | ↘617      | сельское поселение Ярополецкое   |
| 86  | Исаково                | деревня                 | →1        | сельское поселение Ярополецкое   |
| 87  | Каверино               | деревня                 | →0        | сельское поселение Теряевское    |
| 88  | Калеево                | деревня                 | ↗140      | сельское поселение Теряевское    |
| 89  | Калеево                | село                    | →1        | сельское поселение Ярополецкое   |
| 90  | Калистово              | деревня                 | ↘515      | сельское поселение Кашинское     |
| 91  | Калуево                | деревня                 | ↗11       | сельское поселение Теряевское    |
| 92  | Каменки                | деревня                 | ↘26       | сельское поселение Спасское      |
| 93  | Карабузино             | деревня                 | ↘7        | сельское поселение Спасское      |
| 94  | Карачарово             | село                    | ↘61       | сельское поселение Осташёвское   |
| 95  | Кашилово               | деревня                 | ↗13       | сельское поселение Осташёвское   |
| 96  | Кашино                 | деревня                 | ↗709      | сельское поселение Кашинское     |
| 97  | Клетки                 | деревня                 | →8        | сельское поселение Спасское      |
| 98  | Клишино                | деревня                 | ↘1072     | сельское поселение Спасское      |
| 99  | Княжево                | деревня                 | ↗112      | сельское поселение Осташёвское   |
| 100 | Козино                 | деревня                 | ↗5        | сельское поселение Спасское      |
| 101 | Козлово                | деревня                 | ↗13       | сельское поселение Кашинское     |
| 102 | Комарово               | деревня                 | →0        | сельское поселение Осташёвское   |
| 103 | Кондратово             | деревня                 | →0        | сельское поселение Теряевское    |
| 104 | Коняшино               | деревня                 | ↘46       | сельское поселение Спасское      |
| 105 | Копытцево              | деревня                 | ↘1        | городское поселение Сычёво       |
| 106 | Красиково              | деревня                 | →1        | сельское поселение Спасское      |
| 107 | Красная Гора           | деревня                 | ↘234      | сельское поселение Спасское      |
| 108 | Крюково                | деревня                 | ↘10       | сельское поселение Спасское      |
| 109 | Кузьминское            | деревня                 | ↘0        | сельское поселение Спасское      |
| 110 | Кузьминское            | село                    | ↘61       | сельское поселение Теряевское    |
| 111 | Кузяево                | деревня                 | ↗49       | сельское поселение Теряевское    |
| 112 | Кукишево               | деревня                 | →0        | сельское поселение Осташёвское   |
| 113 | Куликово               | деревня                 | ↗5        | сельское поселение Спасское      |
| 114 | Курбатово              | деревня                 | ↗21       | сельское поселение Теряевское    |
| 115 | Курьяново              | деревня                 | ↗602      | сельское поселение Ярополецкое   |
| 116 | Кусакино               | деревня                 | ↘0        | сельское поселение Спасское      |
| 117 | Кутьино                | деревня                 | ↘4        | сельское поселение Чисменское    |
| 118 | Лазарево               | деревня                 | ↗3        | сельское поселение Спасское      |
| 119 | Лапино                 | деревня                 | ↘7        | сельское поселение Осташёвское   |
| 120 | Лисавино               | деревня                 | ↘56       | сельское поселение Осташёвское   |
| 121 | Литвиново              | деревня                 | →1        | сельское поселение Чисменское    |
| 122 | Лудина Гора            | деревня                 | →11       | сельское поселение Ярополецкое   |
| 123 | Лукино                 | деревня                 | ↗9        | сельское поселение Осташёвское   |
| 124 | Лысцево                | деревня                 | ↗12       | сельское поселение Чисменское    |
| 125 | Львово                 | деревня                 | ↗144      | сельское поселение Ярополецкое   |
| 126 | Любятино               | деревня                 | ↘27       | сельское поселение Чисменское    |
| 127 | Макариха               | деревня                 | ↗1178     | сельское поселение Теряевское    |
| 128 | Малое Петровское       | деревня                 | ↗4        | сельское поселение Теряевское    |
| 129 | Малое Стромилово       | деревня                 | ↘157      | сельское поселение Теряевское    |
| 130 | Малое Сырково          | деревня                 | ↗9        | сельское поселение Ярополецкое   |
| 131 | Малое Сытьково         | деревня                 | ↗5        | сельское поселение Спасское      |
| 132 | Масленниково           | деревня                 | ↗79       | сельское поселение Кашинское     |
| 133 | Матрёнино              | деревня                 | ↘4        | сельское поселение Чисменское    |
| 134 | Матрёнино              | посёлок станции         | ↘20       | сельское поселение Чисменское    |
| 135 | Медвёдки               | деревня                 | ↗3        | сельское поселение Осташёвское   |
| 136 | Медведково             | деревня                 | ↗1        | сельское поселение Чисменское    |
| 137 | Милованье              | деревня                 | ↘3        | сельское поселение Спасское      |
| 138 | Митино                 | деревня                 | ↗3        | сельское поселение Теряевское    |
| 139 | Михайловское           | деревня                 | ↘117      | сельское поселение Ярополецкое   |
| 140 | Морозово               | деревня                 | ↘0        | сельское поселение Теряевское    |
| 141 | Морозово               | село                    | ↗3        | сельское поселение Чисменское    |
| 142 | Муромцево              | деревня                 | ↗60       | городское поселение Волоколамск  |
| 143 | Мусино                 | деревня                 | ↗116      | сельское поселение Ярополецкое   |
| 144 | Мыканино               | деревня                 | ↗8        | сельское поселение Чисменское    |
| 145 | Нелидово               | деревня                 | ↗1543     | сельское поселение Чисменское    |
| 146 | Нефёдово               | деревня                 | ↗88       | сельское поселение Теряевское    |
| 147 | Никиты                 | деревня                 | ↗5        | сельское поселение Чисменское    |
| 148 | Никольское             | деревня                 | →4        | сельское поселение Теряевское    |
| 149 | Новинки                | деревня                 | →25       | сельское поселение Ярополецкое   |
| 150 | Новлянское             | село                    | ↘24       | сельское поселение Спасское      |
| 151 | Новоболычево           | деревня                 | ↘6        | сельское поселение Осташёвское   |
| 152 | Новоботово             | деревня                 | ↘3        | сельское поселение Осташёвское   |
| 153 | Новое                  | деревня                 | ↘9        | сельское поселение Теряевское    |
| 154 | Новопавловское         | деревня                 | →0        | городское поселение Сычёво       |
| 155 | Носово                 | деревня                 | ↗373      | сельское поселение Теряевское    |
| 156 | Ожогино                | деревня                 | ↗8        | сельское поселение Теряевское    |
| 157 | Осташёво               | село                    | ↗3264     | сельское поселение Осташёвское   |
| 158 | Отчищево               | деревня                 | ↗13       | сельское поселение Теряевское    |
| 159 | Пагубино               | деревня                 | ↘106      | сельское поселение Спасское      |
| 160 | Парфеньково            | деревня                 | ↘11       | сельское поселение Ярополецкое   |
| 161 | Пашково                | деревня                 | ↗294      | сельское поселение Кашинское     |
| 162 | Пекшево                | деревня                 | ↗2        | сельское поселение Теряевское    |
| 163 | Петелино               | деревня                 | ↘14       | сельское поселение Чисменское    |
| 164 | Петровское             | деревня                 | ↘41       | сельское поселение Ярополецкое   |
| 165 | Покровское             | село                    | ↘32       | сельское поселение Теряевское    |
| 166 | Покровское             | деревня                 | ↘80       | сельское поселение Чисменское    |
| 167 | Полёво                 | деревня                 | ↘0        | сельское поселение Осташёвское   |
| 168 | Поповкино              | деревня                 | ↗28       | сельское поселение Кашинское     |
| 169 | Поречье                | деревня                 | →2        | сельское поселение Теряевское    |
| 170 | Посаденки              | деревня                 | ↗29       | сельское поселение Ярополецкое   |
| 171 | Посёлок имени Калинина | посёлок                 | →1        | сельское поселение Ярополецкое   |
| 172 | Посёлок турбазы МАИ    | посёлок                 | ↘14       | сельское поселение Ярополецкое   |
| 173 | Пристанино             | деревня                 | ↗22       | сельское поселение Чисменское    |
| 174 | Прозорово              | деревня                 | ↘5        | сельское поселение Осташёвское   |
| 175 | Путятино               | деревня                 | ↗26       | сельское поселение Кашинское     |
| 176 | Рахманово              | деревня                 | ↘5        | сельское поселение Теряевское    |
| 177 | Ревино                 | деревня                 | ↘14       | сельское поселение Ярополецкое   |
| 178 | Ремягино               | деревня                 | ↘26       | сельское поселение Кашинское     |
| 179 | Речки                  | деревня                 | ↗7        | сельское поселение Кашинское     |
| 180 | Родионово              | деревня                 | ↘2        | сельское поселение Теряевское    |
| 181 | Рождествено            | деревня                 | ↗554      | сельское поселение Чисменское    |
| 182 | Руза                   | деревня                 | ↗9        | сельское поселение Осташёвское   |
| 183 | Рысиха                 | деревня                 | ↘14       | сельское поселение Осташёвское   |
| 184 | Рюховское              | село                    | →89       | сельское поселение Спасское      |
| 185 | Сапегино               | деревня                 | ↘3        | сельское поселение Спасское      |
| 186 | Сафатово               | деревня                 | ↗4        | сельское поселение Спасское      |
| 187 | Себенки                | деревня                 | ↗7        | городское поселение Сычёво       |
| 188 | Сергово                | деревня                 | ↗4        | сельское поселение Осташёвское   |
| 189 | Середниково            | деревня                 | ↘27       | сельское поселение Осташёвское   |
| 190 | Ситниково              | деревня                 | →0        | сельское поселение Чисменское    |
| 191 | Скорякино              | деревня                 | ↗12       | сельское поселение Спасское      |
| 192 | Сляднево               | деревня                 | ↘2        | сельское поселение Спасское      |
| 193 | Смольниково            | деревня                 | ↗9        | сельское поселение Теряевское    |
| 194 | Соколово               | деревня                 | ↗8        | сельское поселение Осташёвское   |
| 195 | Солодово               | деревня                 | ↗111      | сельское поселение Осташёвское   |
| 196 | Соснино                | деревня                 | ↘9        | сельское поселение Спасское      |
| 197 | Софьино                | деревня                 | ↗19       | сельское поселение Кашинское     |
| 198 | Спасс                  | деревня                 | ↗12       | сельское поселение Кашинское     |
| 199 | Спасс                  | село                    | ↘643      | сельское поселение Спасское      |
| 200 | Спасс-Помазкино        | деревня                 | →21       | сельское поселение Ярополецкое   |
| 201 | Спирово                | село                    | →0        | сельское поселение Теряевское    |
| 202 | Становище              | деревня                 | ↗23       | сельское поселение Осташёвское   |
| 203 | Стеблево               | деревня                 | ↗563      | сельское поселение Кашинское     |
| 204 | Стеблево               | село                    | ↘42       | сельское поселение Теряевское    |
| 205 | Стремоухово            | деревня                 | ↘2        | сельское поселение Спасское      |
| 206 | Строково               | деревня                 | ↗9        | сельское поселение Кашинское     |
| 207 | Суворово               | село                    | ↘144      | сельское поселение Кашинское     |
| 208 | Судниково              | деревня                 | ↘878      | сельское поселение Спасское      |
| 209 | Сычёво                 | посёлок городского типа | ↗3157     | городское поселение Сычёво       |
| 210 | Таболово               | деревня                 | ↘17       | сельское поселение Спасское      |
| 211 | Танково                | деревня                 | ↗12       | сельское поселение Теряевское    |
| 212 | Таршино                | деревня                 | ↗2        | сельское поселение Осташёвское   |
| 213 | Татищево               | деревня                 | ↘6        | сельское поселение Чисменское    |
| 214 | Татьянино              | деревня                 | →1        | сельское поселение Ярополецкое   |
| 215 | Телегино               | деревня                 | ↗1        | сельское поселение Ярополецкое   |
| 216 | Темниково              | деревня                 | ↗8        | сельское поселение Теряевское    |
| 217 | Терентьево             | деревня                 | ↗5        | сельское поселение Спасское      |
| 218 | Терехово               | деревня                 | ↗5        | сельское поселение Осташёвское   |
| 219 | Теряево                | село                    | ↗1376     | сельское поселение Теряевское    |
| 220 | Тимково                | деревня                 | ↗27       | городское поселение Волоколамск  |
| 221 | Тимонино               | деревня                 | ↘781      | сельское поселение Ярополецкое   |
| 222 | Тимошево               | деревня                 | ↗1        | сельское поселение Спасское      |
| 223 | Титово                 | деревня                 | ↗1        | сельское поселение Осташёвское   |
| 224 | Токарёво               | деревня                 | ↘0        | сельское поселение Осташёвское   |
| 225 | Трёхмарьино            | посёлок                 | ↘73       | сельское поселение Чисменское    |
| 226 | Трулиси                | деревня                 | ↘0        | сельское поселение Спасское      |
| 227 | Тяжинка                | посёлок                 | →4        | сельское поселение Осташёвское   |
| 228 | Успенье                | деревня                 | ↘14       | сельское поселение Теряевское    |
| 229 | Утишево                | деревня                 | ↘1        | сельское поселение Кашинское     |
| 230 | Фадеево                | деревня                 | ↘6        | сельское поселение Теряевское    |
| 231 | Фёдлово                | деревня                 | ↘1        | сельское поселение Ярополецкое   |
| 232 | Фёдоровское            | село                    | →6        | сельское поселение Ярополецкое   |
| 233 | Федосьино              | деревня                 | ↘0        | сельское поселение Осташёвское   |
| 234 | Федцово                | деревня                 | ↗72       | сельское поселение Ярополецкое   |
| 235 | Федюково               | деревня                 | ↗10       | городское поселение Сычёво       |
| 236 | Ханево                 | деревня                 | ↘132      | сельское поселение Ярополецкое   |
| 237 | Харланиха-1            | деревня                 | ↗17       | сельское поселение Теряевское    |
| 238 | Харланиха-2            | деревня                 | ↗881      | сельское поселение Теряевское    |
| 239 | Хатанки                | деревня                 | ↘1        | сельское поселение Осташёвское   |
| 240 | Хворостинино           | деревня                 | ↗31       | городское поселение Волоколамск  |
| 241 | Хорошово               | деревня                 | →0        | городское поселение Сычёво       |
| 242 | Хрулево                | деревня                 | ↘9        | сельское поселение Кашинское     |
| 243 | Чащь                   | деревня                 | ↗30       | сельское поселение Теряевское    |
| 244 | Чеблоково              | деревня                 | ↘0        | сельское поселение Чисменское    |
| 245 | Чеклево                | деревня                 | ↗8        | сельское поселение Теряевское    |
| 246 | Ченцы                  | деревня                 | ↘213      | городское поселение Волоколамск  |
| 247 | Чередово               | деревня                 | ↗3        | сельское поселение Спасское      |
| 248 | Чернево                | деревня                 | ↘55       | сельское поселение Спасское      |
| 249 | Чертаново              | деревня                 | ↘42       | сельское поселение Спасское      |
| 250 | Чисмена                | посёлок                 | ↗464      | сельское поселение Чисменское    |
| 251 | Шанино                 | деревня                 | →3        | сельское поселение Теряевское    |
| 252 | Шахолово               | деревня                 | →0        | сельское поселение Осташёвское   |
| 253 | Шебаново               | деревня                 | →21       | сельское поселение Ярополецкое   |
| 254 | Шелудьково             | деревня                 | ↘0        | городское поселение Сычёво       |
| 255 | Шестаково              | село                    | ↘753      | сельское поселение Теряевское    |
| 256 | Шилово                 | деревня                 | ↗42       | сельское поселение Ярополецкое   |
| 257 | Ширяево                | деревня                 | →1        | сельское поселение Чисменское    |
| 258 | Шитьково               | деревня                 | ↘2        | сельское поселение Спасское      |
| 259 | Шитьково               | посёлок                 | ↗4        | сельское поселение Спасское      |
| 260 | Шишкино                | деревня                 | ↗8        | сельское поселение Чисменское    |
| 261 | Шишково                | деревня                 | ↗240      | сельское поселение Кашинское     |
| 262 | Шульгино               | деревня                 | ↗24       | сельское поселение Осташёвское   |
| 263 | Щекотово               | деревня                 | ↗5        | сельское поселение Спасское      |
| 264 | Юркино                 | деревня                 | ↘22       | сельское поселение Ярополецкое   |
| 265 | Юрьево                 | деревня                 | →2        | сельское поселение Спасское      |
| 266 | Ядрово                 | деревня                 | ↘145      | сельское поселение Чисменское    |
| 267 | Язвище                 | село                    | ↘10       | городское поселение Сычёво       |
| 268 | Якшино                 | деревня                 | ↘4        | сельское поселение Спасское      |
| 269 | Ярополец               | село                    | ↗1277     | сельское поселение Ярополецкое   |

## Общая карта
Легенда карты:
|  | Более 20 000 жителей |
|  | 2000—5000 жителей    |
|  | 1000—2000 жителей    |
|  | 500—1000 жителей     |
|  | Менее 500 жителей    |

## Экономика

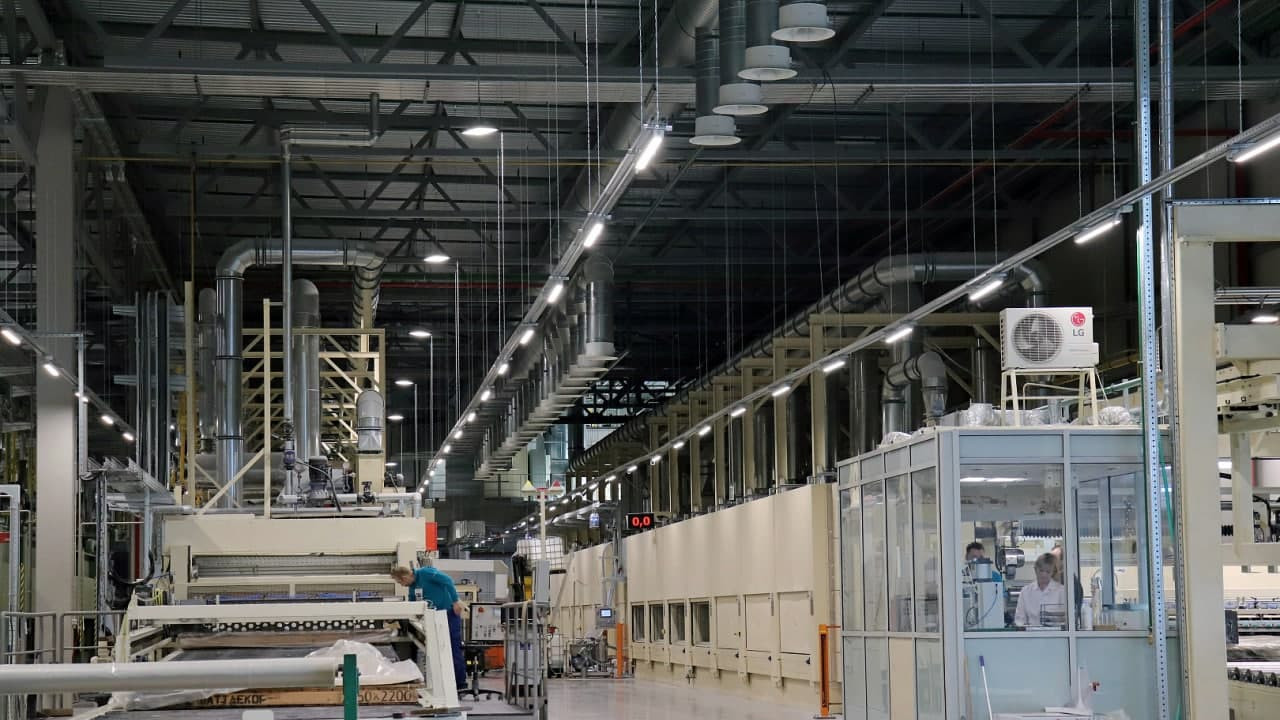
Цех сублимации на пищевой фабрике. Волоколамский округ

Основные отрасли промышленности — переработка сельскохозяйственного сырья, добыча нерудных полезных ископаемых (ООО «Сычёвский производственно-технологический комбинат»), производство стройматериалов.
В 2012 году промышленными предприятиями Волоколамского района было отгружено товаров собственного производства, выполнено работ, услуг собственными силами на сумму 5 995 584,58 тыс. рублей.
Перечень системообразующих организаций Московской области на территории округа
- ООО «Агрохолдинг Авангард»
- АО «ВОЛОКОЛАМСКОЕ ПТП РЖКХ»
- ООО «КЭН-ПАК ЗАВОД УПАКОВКИ»
- ООО «ТиЭйч-РУС Милк Фуд»
- ООО «Шульгино»
- АО «ВМ»

## Транспорт
Через округ проходит железная дорога Москва — Рига (построена в 1901) и шоссе того же направления. Внутрирайонное сообщение обеспечивается разветвлённой сетью автобусных маршрутов.

## Достопримечательности

Монумент героям-панфиловцам. 70-летие Победы, май 2015 года

- Кремль в Волоколамске c постройками XV—XIX вв.
- Иосифо-Волоцкий монастырь в селе Теряево
- Усадьба Осташёво
- Село Ярополец с двумя усадьбами и музеем
- В различных сёлах района сохранилось большое количество православных храмов, таких как Храм Преображения Господня в селе Спасс, Храм Троицы Живоначальной в селе Язвище.
- Монумент и музей на месте подвига 28 героев-панфиловцев около станции Дубосеково
- Первая в Советской России сельская ТЭС в деревне Кашино
- Первая в Советской России сельская ГЭС в селе Ярополец
- На 114-м километре Волоколамского шоссе находится памятник «Взрыв» в честь подвига 11 героев-сапёров 8-й гвардейской стрелковой дивизии генерала И. В. Панфилова
- Первый в России автодром международного класса Moscow Raceway у деревни Федюково
- Зоопитомник Московского зоопарка в посёлке Сычёво[22]
- Школа эмалевой мозаики Андрея Манджоса в дер. Пагубино Волоколамского района
- Услукинское городище